# Alcantarilha
Alcantarilha ist eine Freguesia (Gemeinde) im Concelho (Kreis) von Silves. 

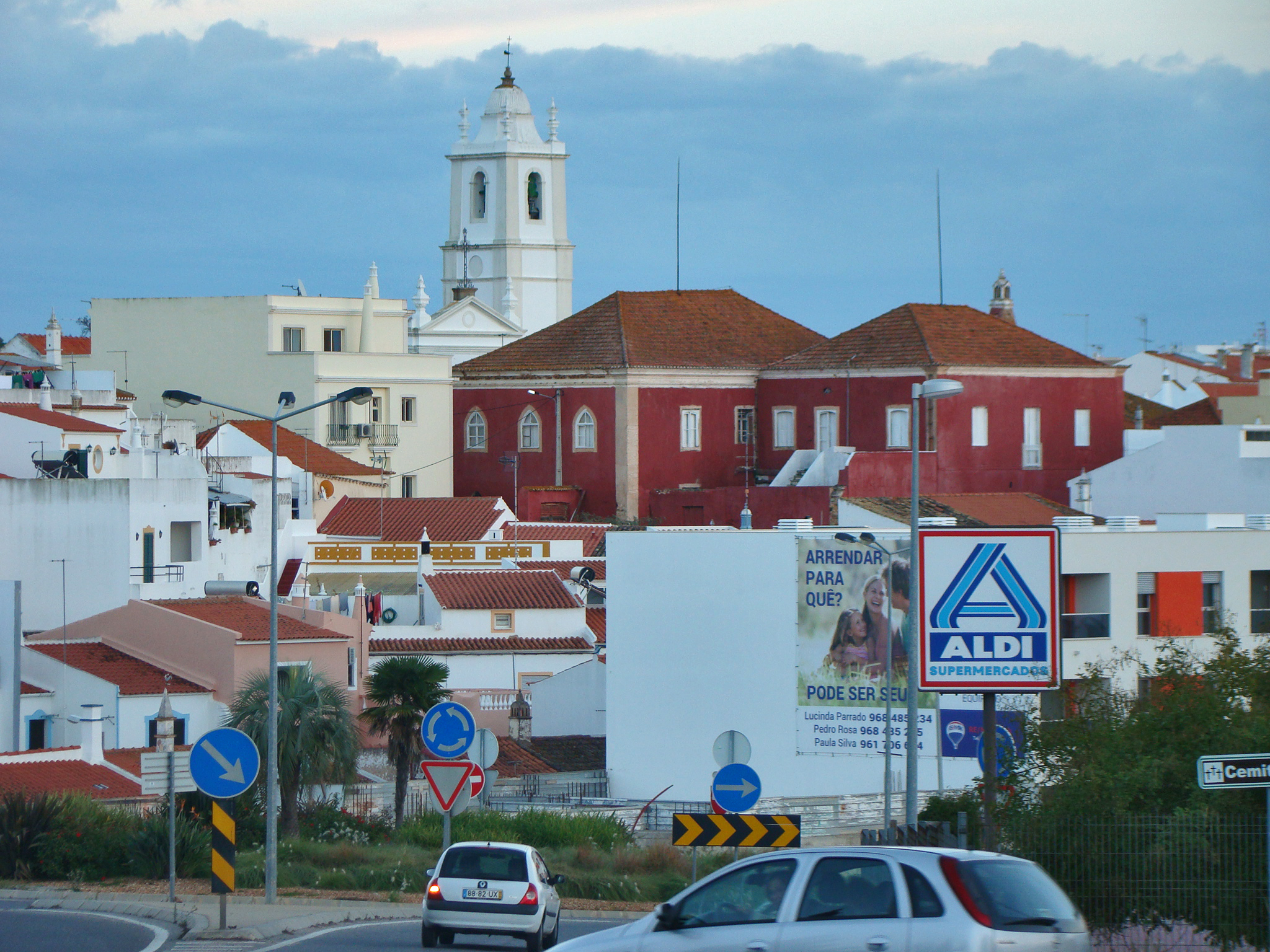
Alcantarilha

 Auf einer Fläche von 24,6 km² wohnen 2535 Einwohner (Stand 30. Juni 2011). Die Bevölkerungsdichte beträgt somit 103 Einwohner je km². Der Ort wurde 1999 zur Vila (Kleinstadt) erhoben.

## Kultur und Sehenswürdigkeiten

### Bauwerke
- Castelo de Alcantarilha[4]
- Igreja Matriz de Nossa Senhora da Conceição in Alcantarilha

die Kapelle an der Kirche wurde aus Hunderten menschlichen Schädeln und Oberschenkelknochen gebaut. Pechão besitzt ein ähnliches Beinhaus.